# 金井浩人
金井 浩人（かない ひろと、1992年5月12日 - ）は、日本の俳優。

## 出演

### 映画
- この空の花 長岡花火物語（2012年4月7日）
- 隣の壁は青い（2014年10月18日） - 主演
- きらきら眼鏡（2018年9月15日） - 主演・立花明海 役[注 1][1][2]
- 嵐電（2019年5月24日） - 吉田譜雨 役
- みそら（2019年）- サトシ 役
- 決算!忠臣蔵（2019年11月22日） - 礒貝十郎左衛門 役
- 海辺の映画館―キネマの玉手箱（2020年7月31日） - 別府晋介 役
- 孤狼の血 LEVEL2（2021年8月20日）
- 彼女はひとり（2021年10月23日） - 勝沼秀明 役
- 道草キッチン（2025年秋公開予定）[3]

### ショートフィルム
- やまとのもり（2015年）
- 桜桃らんでぶー（2016年）
- 渦（2017年）
- 渋谷、もうひとつのハチ。（2018年）
- たまつきの夢（2019年）

### テレビドラマ
- 連続ドラマW プラージュ 〜訳ありばかりのシェアハウス〜 第4話（2017年9月2日、WOWOW）
- 大河ドラマ（NHK）
  - 西郷どん 第45回・第46回（2018年12月2日・9日） - 伴兼之 役
  - 麒麟がくる 第二十九回・第三十一回・第三十七回（2020年10月25日・11月8日・12月20日） - 浅井長政 役[4]
- 神酒クリニックで乾杯を 第4話（2019年2月9日、BSテレ東） - 脇坂和也 役
- あの家に暮らす四人の女（2019年9月30日、テレビ東京） - 雨森勇樹 役
- ランチ合コン探偵 〜恋とグルメと謎解きと〜（2020年1月9日 - 3月12日、読売テレビ・日本テレビ系） - 吉川颯太 役
- 僕はどこから 第4話 - 第9話（2020年1月30日 - 3月5日、テレビ東京） - 喜多慎吾 役
- テセウスの船 第9話（2020年3月15日、TBS）
- あのコの夢を見たんです。（2020年10月3日 - 12月19日、テレビ東京） - 山里亮太のマネージャー・谷浦 役[5][6]
- さくらの親子丼 4杯目・6杯目・9杯目（2020年11月7日・21日・12月12日、東海テレビ・フジテレビ系） - 門倉祐二 役
- その女、ジルバ 第1話・第4話・第7話・最終話（2021年1月9日・30日・2月20日・3月13日、東海テレビ・フジテレビ系） - 笛吹光 役
- 准教授・高槻彰良の推察 Season1 第5話（2021年9月4日、東海テレビ・フジテレビ系） - 山口雅史 役
- オリバーな犬、 (Gosh!!) このヤロウ 第2話・最終話（2021年9月24日・10月1日、NHK総合） - 白川 役[7]
- 三千円の使いかた（2023年1月7日 - 2月25日、東海テレビ・フジテレビ系） - 山下明 役[8]
- しょうもない僕らの恋愛論（2023年1月19日 - 3月23日、読売テレビ・日本テレビ系） - 太田雅哉 役[9]
- トラックガール 第1話（2023年10月12日、フジテレビ） - 今村の同僚 役
- 心霊内科医 稲生知性2 第2夜・第3夜（2023年12月28日・29日、フジテレビ） - 小野寺祐樹 役
- 相棒 season22 第17話「インビジブル」・第18話「インビジブル〜爆弾テロ!最後のゲーム」（2024年2月21日・28日、テレビ朝日） - 山田正義 役
- SHOGUN 将軍（2024年2月27日 - 、FXP） - 樫木央海 役[10]

### 配信ドラマ
- TUNAガール（2019年3月28日、ひかりTV・大阪チャンネル） - 小泉来人 役[11]
- トラックガール 第1話（2023年7月19日、FOD） - 今村の同僚 役
- SHOGUN 将軍（2024年2月27日 - 、Disney+） - 樫木央海 役[10]

### 舞台
- ゴドーを待ちながら（2015年3月10日 - 14日、UPS神楽坂スタジオ）
- DREAM OF PASSION（2015年5月2日 - 10日、北沢タウンホール / 7月3日 - 4日、せんだい演劇工房10-BOX）
- 花瓶の中の海（2016年8月17日 - 21日、千本桜ホール）
- 祖国は我らのために（2017年5月18日 - 28日、すみだパークスタジオ倉）
- シンクロニシティ（2018年1月25日 - 28日、下北沢アレイホール）[12]
- 365日、36.5℃（2019年10月30日 - 11月4日、すみだパークスタジオ倉）[13]

### PV
- バレーボウイズ「ひがしのまち」（2018年）
- phai「I'll do（feat. POINT HOPE）」（2018年）
- the shes gone「ディセンバーフール」（2020年）

### CM
- 三菱ケミカル 企業CM「青年の声」（2020年9月20日 - ）